# Paul Labbé
Pour les articles homonymes, voir Paul Labbé (architecte) et Labbé.
Paul Auguste Labbé (Arpajon, 23 janvier 1867 - Carolles, 13 janvier 1943) est un linguiste et ethnologue français, spécialiste de la Sibérie. 

## Biographie
Orphelin, il fait ses études au lycée Michelet puis à la Faculté de droit et à l’École des langues orientales où un de ses professeurs, remarquant ses dons exceptionnels pour les langues, l'entraîne à apprendre le russe et lui obtient en 1896 une mission en Russie. 
Labbé se spécialise alors sur l'étude ethnographique et religieuse des peuples non russes de Russie. En 1897-1898, il visite la Bachkirie, descend la Volga jusqu'à Kazan et remonte la Kama puis la Bielaïa jusqu'à Oufa où il étudie les Bachkirs dans leurs milieux montagnards et dans les steppes. Il traverse toute la province du nord au sud et termine son voyage à Orenbourg. Labbé examine aussi les Ostiaks dans la haute vallée de l'Ob puis les Toungouses et les Soïotes de Sibérie centrale. 
Il emprunte en 1899 et en 1901-1902 le Nippon Yusen Kaisha à Vladivostok pour séjourner au Japon mais n'apprécie pas la froideur de ses habitants et leur vanité qu'il attribue à la méfiance des Japonais envers les Européens et au fait que, lui, venant de Russie, est vraisemblablement perçu comme un espion. 
En 1902 et en 1906, il explore la Transbaïkalie et visite Nertchinsk, Tchita, Kiakhta et une ville chinoise qu'il appelle Maïmatchou. Il étudie alors les Goldes, les Ghiliaks, les Toungouses et les Bouriates chez lesquels il entre dans plus de trente lamaseries. Il se rend aussi à l'île Sakhaline où, en outre du centre pénitentiaire, étudie les indigènes très primitifs Ghiliaks, Oroks et Toungouses ainsi que les Aïnos du sud de l'île qui commercent avec les Japonais et pratique le culte de l'Ours. 
Par le transsibérien, Labbé peut observer le développement des villes traversées par celui-ci comme Omsk, Tomsk, Irkoutsk, Vladivostok, Khabarovsk alors que des villes éloignées du rail comme Tobolsk ou Nikolaievsk, végètent. Des villes champignons apparaissent aussi telles Novo-Nikolaievsk. 
À son retour en France, il apporte d'importantes collections qu'il répartit entre le Muséum national d'histoire naturelle, le Musée d'ethnographie du Trocadéro et le Musée Guimet. Par ailleurs, ses études sur le chamanisme font toujours autorités. 
Secrétaire-général de la Société de géographie commerciale de Paris (1905-1919) puis de l'Alliance française (1919-1935), il fait encore régulièrement de nombreux séjours dans les Balkans avant, et après, la Première Guerre mondiale.

## Récompenses et distinctions
Il est élu en 1923 à l'Académie des sciences d'outre-mer et est distingué officier (1913) puis Commandeur de la Légion d'honneur en 1924.
Il reçoit trois prix de l'Académie française : 
- Prix Montyon, 1904 pour Un bagne russe (Île de Sakhaline)
- Prix Fabien, 1906 pour Sur les grandes routes de Russie
- Prix de la langue-française, 1935

## Publications
- De Tomsk à Tachkent, A travers le monde, 1898, p. 73-76 et p. 145-148
- Voyage dans l'Oural (en Bachkirie), Le Tour du monde, 1900, p. 613-624
- La Colonisation russe en Bachkirie, 1901
- Un Bagne russe. L'île de Sakhaline, Le Tour du monde, 1902, p. 409-480 puis en volume, 1905
- Les Russes en Extrême-Orient, 1904
- Sur les grandes routes de Russie entre l'Oural et la Volga, 1905
- Chez les lamas de Sibérie, Le Tour du monde, 1909, p. 313-384, puis en volume, 1909
- A travers la Serbie, Bulletin de la Société normande de géographie, 1910
- Souvenirs de Roumanie, Le Tour du monde, 1913, p. 157-204
- La Vivante Roumanie, 1913
- L'Histoire d'un jeune Serbe, 1918